# بیورکه‌لانگن
بیورکه‌لانگن (به لاتین: Bjørkelangen) یک منطقهٔ مسکونی در نروژ است که در Aurskog-Høland واقع شده‌است. بیورکه‌لانگن ۲٫۷۶ کیلومتر مربع مساحت و ۳٬۱۹۶ نفر جمعیت دارد.